# Ali Gerba
Ali Gerba (Yaundé, Camerún; 4 de septiembre de 1981) es un exfutbolista camerunés nacionalizado canadiense. 

## Selección nacional
Es internacional con la Selección de fútbol de Canadá. Ha jugado 27 partidos marcando 56 goles.

### Participaciones en torneos internacionales
| Torneo                          | Sede           | Resultado        |
| ------------------------------- | -------------- | ---------------- |
| Copa de Oro de la CONCACAF 2005 | Estados Unidos | Primera fase     |
| Copa de Oro de la CONCACAF 2007 | Estados Unidos | Semifinales      |
| Copa de Oro de la CONCACAF 2009 | Estados Unidos | Cuartos de final |

## Clubes
| Club              | País           | Año       |
| ----------------- | -------------- | --------- |
| Montreal Impact   | Canadá         | 2001      |
| Miami Fusion      | Estados Unidos | 2002-2004 |
| Montreal Impact   | Canadá         | 2004-2005 |
| IFK Göteborg      | Suecia         | 2006-2008 |
| Bayern Munich     | Alemania       | 2008-2009 |
| Manchester United | Inglaterra     | 2009-2010 |
| Montreal Impact   | Canadá         | 2010-     |